# Chaumont-sur-Tharonne
Chaumont-sur-Tharonne ist eine französische Gemeinde mit 1.045 Einwohnern (Stand: 1. Januar 2022) im Département Loir-et-Cher in der Region Centre-Val de Loire; sie gehört zum Arrondissement Romorantin-Lanthenay und zum Kanton La Sologne.

## Geographie
Die Gemeinde Chaumont-sur-Tharonne liegt etwa 35 Kilometer südsüdöstlich von Orléans in der Seenlandschaft Sologne an den Flüssen Tharonne und Beuvron. Umgeben wird Chaumont-sur-Tharonne von den Nachbargemeinden La Ferté-Saint-Aubin im Norden, Vouzon im Nordosten und Osten, Lamotte-Beuvron im Osten, Nouan-le-Fuzelier im Südosten, Saint-Viâtre im Süden, Neung-sur-Beuvron im Südwesten sowie Yvoy-le-Marron im Westen. Durch die Gemeinde führt die Autoroute A71.

## Bevölkerungsentwicklung
| Jahr                       | 1962 | 1968 | 1975 | 1982 | 1990 | 1999 | 2011 | 2021 |
| -------------------------- | ---- | ---- | ---- | ---- | ---- | ---- | ---- | ---- |
| Einwohner                  | 991  | 979  | 932  | 905  | 901  | 1072 | 1105 | 1054 |
| Quellen: Cassini und INSEE |      |      |      |      |      |      |      |      |

## Sehenswürdigkeiten

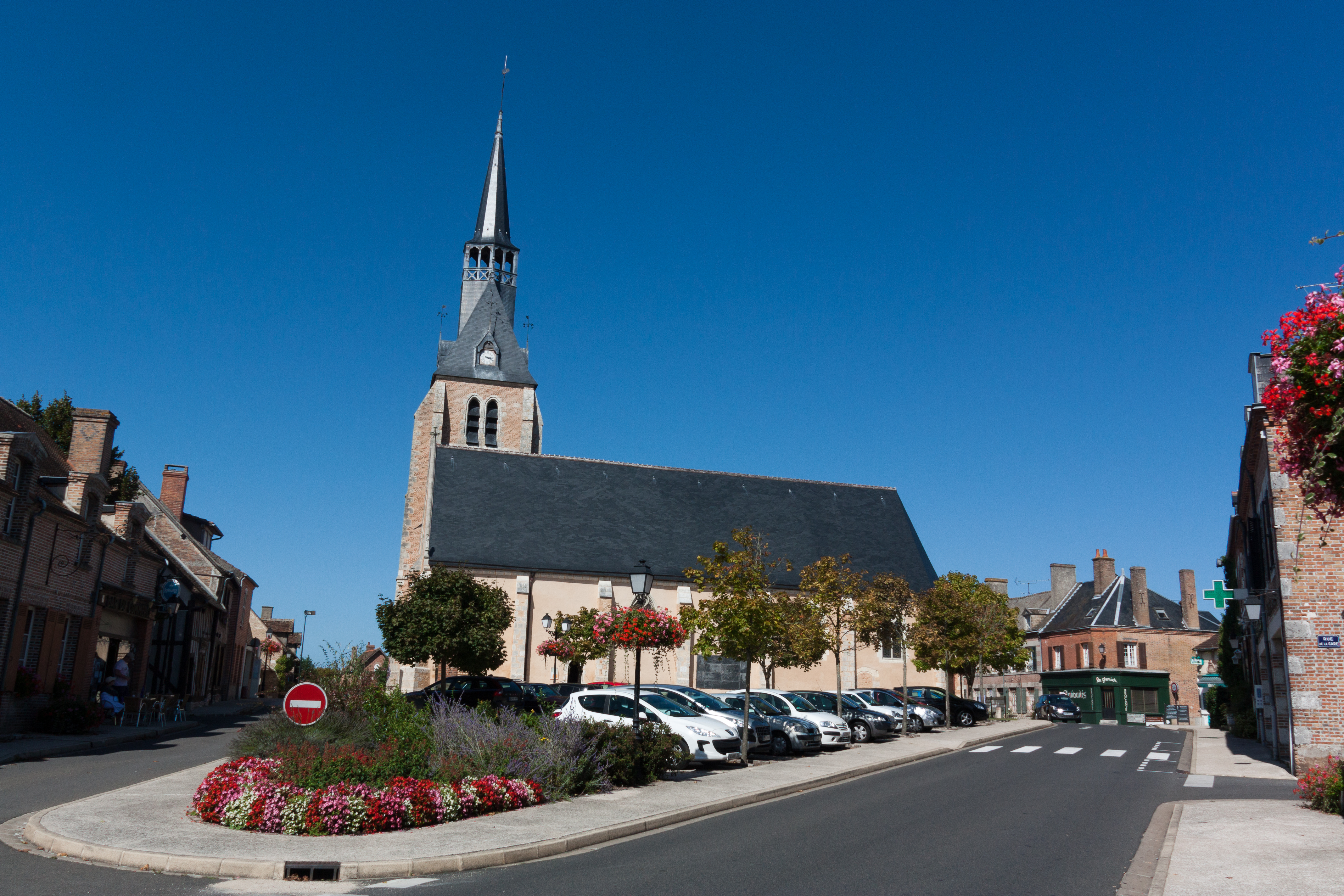
Kirche Saint-Étienne
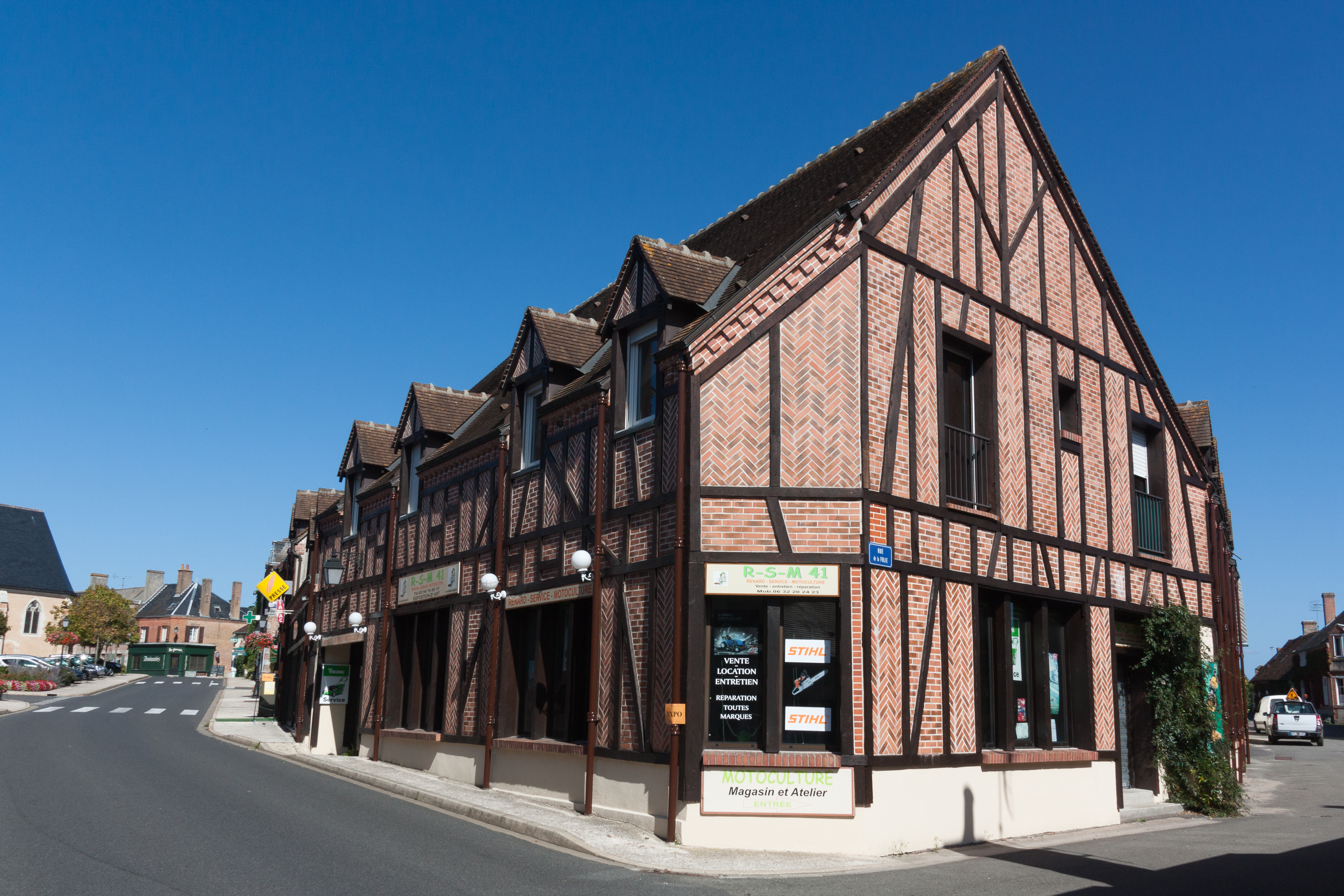
Fachwerkhaus in Chaumont

- Kirche Saint-Georges
- Schloss und Domäne La Motte, auf der Burganlage des 13. Jahrhunderts im 18. Jahrhundert erbaut, Monument historique
- Schloss Montevran von 1912
- Schloss Mousseau
- Schloss La Rougellerie
- Schloss Les Bruyères
- Schloss Le Grand Vaullier
- Schloss La Drelas
- Schloss Milbert
- Schloss L’Épilly
- Schloss Bouchetault
- Wasserturm

- Kirche Saint-Étienne
- Fachwerkhaus in Chaumont